# Borkumer Kleinbahn Emden III
Die Lokomotive EmdenIII ist eine zweiachsige Diesellokomotive der Borkumer Kleinbahn und wurde 1970 von Schöma gebaut. Es ist eine Lokomotive des Typs CFL 200 DA. Die ersten neun Jahre verbrachte sie in Dänemark bei der Werksbahn Faxe–Kalkwerke.

## Geschichte
Die Borkumer Kleinbahn suchte in den achtziger Jahren eine neue Diesellok, weil Lok EMDENII, Baujahr 1942, nicht mehr dem Stand der Technik entsprach und fand schließlich eine geeignete Lok in Dänemark bei der Werksbahn Faxe–Kalkwerke, die aber die Spurweite 792 mm hatte.
Sie wurde bei Schöma zuerst auf 900 mm umgespurt und ist nun seit 1988 mit dem Namen EMDEN in dritter Besetzung bei der Kleinbahn. Lok EMDENII kam zum Deutschen Eisenbahn-Verein nach Bruchhausen-Vilsen.
Lok EMDENIII war bis 1993 die stärkste und modernste Lok der Kleinbahn. Nachdem sie nach der Beschaffung neuer Lokomotiven 1993/94 einige Jahre zum Verkauf stand, ist sie seit dem Einbau einer Sifa in der zweiten Hälfte 2001 die Planlok für den dritten Zug.

## Aufbau
Der Motor wurde von Deutz hergestellt und das Getriebe von Allison.